# (466740) 2015 AN11
(466740) 2015 AN11 es un asteroide perteneciente al cinturón de asteroides, descubierto el 26 de octubre de 2005 por el equipo Spacewatch desde el Observatorio Nacional de Kitt Peak (Arizona, Estados Unidos).